# AVIC International Plaza
L'AVIC International Plaza est un gratte-ciel en construction à Tianjin en Chine. Il s'élèvera à 214 mètres.